# Sindangpano
Sindangpano is een bestuurslaag in het regentschap Majalengka van de provincie West-Java, Indonesië. Sindangpano telt 2025 inwoners (volkstelling 2010).